# Pterygodium vermiferum
Pterygodium vermiferum är en orkidéart som beskrevs av Edward George Hudson Oliver och Liltved. Pterygodium vermiferum ingår i släktet Pterygodium och familjen orkidéer. Inga underarter finns listade i Catalogue of Life.